# 台灣基督長老教會木柵教會
台灣基督長老教會木柵教會（白話字：Bak'sa  Káu-hoe）位於臺灣高雄市內門區，於1868年12月16日設立，是馬雅各到南臺灣宣教時成立的禮拜堂之一。2019年，因教會建物近50年未整修，故原地重建，於2022年完工、2023年10月15日辦理獻堂禮拜。

## 建堂起源
1864年，英國長老教會傳教士馬雅各從打狗港上岸，隔年於府城看西街設立佈道所與醫館，開啟南臺灣的傳教事業。然而向府城漢人傳教的過程並不順利，城裡開始傳出謠言，指洋醫生挖眼、取屍來做藥，並殺人匿屍於佈道所厝內。馬雅各遭群眾以石頭攻擊，並揚言要拆掉佈道所。馬雅各因而離開府城，轉往旗後。
1865年12月，馬雅各醫師在安平海關必麒麟陪同下，造訪府城東邊淺山地區岡仔林（Kong-a-na）、木柵（Bak-sa）等地，意外開啟了向平埔族群傳教的契機。
1870年馬雅各醫師夫婦隨醫館幫傭西拉雅族婦人回到木柵部落，進而促成近50個西拉雅族家庭改信基督教。當時臺南府城沿山地帶，除了木柵禮拜堂之外，英國長老教會尚設有岡仔林禮拜堂（Kong-a-na，現岡林教會）、拔馬禮拜堂（Poah-be，現左鎮教會）、柑仔林禮拜堂（Kam-a-na，現永興教會）等，為南部長老教會宣教的第一教區，著重西拉雅族宣教事工。據臺灣基督長老教會賴永祥長老整理《使信月刊》此四處於文獻中合稱為「山崗傳道站」（Hill Station）。

## 近代發展
木柵禮拜堂歷經數次重建，據臺灣基督長老教會賴永祥長老整理長老教會內部宣教信息的《使信月刊》，原本的教堂因建材腐壞，遂由甘為霖牧師建議會友與長老教會宣教部合資重建。於1878年重建的土角磚厝教會較具規模，係由英國長老教會宣教士施大闢牧師設計，使用至1969年才重建新堂。第四代教堂從1969年使用至2019年，因結構問題，於2019年重建第五代禮拜堂，2022年完工。2023年10月15日辦理獻堂禮拜。
木柵教會每週聚會人數可達百人以上，除了周末的禮拜活動，教會平時也辦理社區長者日照服務及送餐服務，未來將於新設空間中設置馬槽降生、挪亞方舟、摩西分海等不同聖經故事主題的靈修會館，提供基督教會友到此辦理靈修活動。